# Melanagromyza bahamensis
Melanagromyza bahamensis este o specie de muște din genul Melanagromyza, familia Agromyzidae, descrisă de Spencer în anul 1973.
Este endemică în Bahamas. Conform Catalogue of Life specia Melanagromyza bahamensis nu are subspecii cunoscute.